# Кафана Зелени венац
Кафана Зелени венац је једна од најстаријих кафана у Београду. Отворена је давне 1840. године и налазила се на углу Зеленог венца, Бранкове и Југ Богданове. Адреса кафане била је Зелени венац 16, па онда 10.

## Историјат
Зграда у којој се налазила кафана Зелени венац саграђена је половином XIX века. Кфана је отворена 1840. године, а отворила ју је Немица Софија Херман. Она је стигла у Београд са троје деце и желела је да отвори радњу за продају шешира. Пошто је продаја ишла слабо, отворила је кафану и назвала је Зелени венац. Пошто је око целе кафене било је пуно зеленила, а на табли је био нацртан зелени венац, отада се овај део града зове Зелени венац. Кафану је после преузео слепи Јеремија Обрадовић Караџић, први српски колпортер (улични продавац књига и новина). После пар година кафану је преузео Јован Маричић. 
Кафана је имала 10 соба за преноћиште, 3 дућана и подрум.
Зграда је срушена 1960. године

## Занимљивост
У овој кући рођен је познати српски књижевни критичар 19. века Љубомир Недић.